# 平林邦介
平林 邦介（ひらばやし くにすけ、1942年（昭和17年）12月19日 - ）は、日本のドラマプロデューサー。元 日本テレビ執行役員。元 帝京大学文学部社会学科教授。現オスカープロモーション顧問。

## 経歴
- 1942年
  - 12月19日- 長野県生まれ
- 1966年
  - 03月- 慶應義塾大学文学部独文科卒業
  - 11月- 日本テレビ放送網入社（映画部配属）
- 1967年
  - 04月- 報道局に異動
- 1970年
  - 04月- 制作局に異動
- 1993年
  - 05月- 人事局　関連企業部に異動
  - 11月- 総務局　局舎管理部に異動（副部長）
- 1994年
  - 05月- 編集局に異動（業務部長）
- 1995年
  - 06月- 編成局次長
- 1997年
  - 06月- 編成局総務
- 1998年
  - 06月- 役員待遇編成総務
- 2000年
  - 06月- 執行役員初代審査室長
- 2002年
  - 06月- 執行役員報道局担当
- 2003年
  - 06月- 上席執行役員総務局長
- 2004年
  - 06月- ㈱NTVエンタープライズ代取社長
- 2006年
  - 06月- ㈱NTVサービス代取社長
- 2007年
  - 06月- 同　顧問就任
- 2008年
  - 04月- 帝京大学文学部社会学科　教授就任
  - 06月- ㈱NTVサービス代取社長　退任
- 2012年
  - 07月- ㈱オスカープロモーション顧問就任
- 2013年
  - 03月- 帝京大学文学部社会学科　教授退任

現在に至る

【その他】　橋田寿賀子賞　審査委員

## 作品一覧
| 放映期間                         | 作品名                           | 主演         | 脚本           | 全本数   | 平均視聴率 |
| -------------------------------- | -------------------------------- | ------------ | -------------- | -------- | ---------- |
| 1971年（07/19）～1972年（01/24） | 「つくし誰の子」                 | 池内淳子     | 橋田壽賀子     | 26       | . ％       |
| 1972年（06/12）～1972年（12/21） | 「つくし誰の子パートⅡ」          | 池内淳子     | 橋田壽賀子     | 26       | 20.0％     |
| 1973年（04/23）～1973年（11/26） | 「つくし誰の子パートⅢ」          | 池内淳子     | 橋田壽賀子     | 30       | 21.5％     |
| 1973年（12/03）～1974年（05/06） | 「たんぽぽパートⅠ」              | 宇津井健     | 橋田壽賀子     | 26       | 15.8％     |
| 1974年（04/06）～1974年（09/24） | 「求婚旅行」                     | 新珠三千代   | 北村薫子       | 25       | 12.8％     |
| 1974年（10/21）～1975年（04/14） | 「つくし誰の子パートⅣ」          | 池内淳子     | 橋田壽賀子     | 26       | 22.3％     |
| 1975年（04/21）～1975年（10/03） | 「たんぽぽパートⅡ」              | 宇津井健     | 橋田壽賀子     | 29       | 20.3％     |
| 1975年（11/10）～1976年（05/03） | 「ひまわりの詩」                 | 池内淳子     | 寺内小春       | 26       | 21.5％     |
| 1976年（05/10）～1976年（10/11） | 「たんぽぽパートⅢ」              | 宇津井健     | 橋田壽賀子     | 23       | 23.0％     |
| 1976年（10/18）～1977年（05/03） | 「ひまわりの道」                 | 池内淳子     | 楠田芳子       | 26       | 22.4％     |
| 1977年（05/09）～1977年（10/31） | 「たんぽぽパートⅣ」              | 宇津井健     | 橋田壽賀子     | 26       | 24.5％     |
| 1977年（07/30）～1977年（09/17） | 「ありがとうパパ」               | 加山雄三     | ジェームス三木 | 7        | 12.7％     |
| 1978年（02/18）～1978年（04/22） | 「貝殻の町」                     | 三浦友和     | 西沢裕子       | 12       | 13.7％     |
| 1978年（05/08）～1978年（10/30） | 「たんぽぽパートⅤ」              | 宇津井健     | 橋田壽賀子     | 26       | 20.9％     |
| 1979年（05/07）～1979年（10/29） | 「かたぐるま」                   | 加山雄三     | ジェームス三木 | 26       | 19.8％     |
| 1980年（05/12）～1980年（11/03） | 「かたぐるまⅡ」                  | 加山雄三     | ジェームス三木 | 26       | 20.8％     |
| 1980年（11/10）～1981年（04/04） | 「たけとんぼ」                   | 宇津井健     | 阿部徹郎       | 26       | 19.2％     |
| 1980年（10/07）～1980年（11/18） | 「手ごろな女」                   | 泉ピン子     | ジェームス三木 | 7        | 14.1％     |
| 1981年（11/09）～1982年（05/31） | 「かたぐるまⅢ」                  | 加山雄三     | ジェームス三木 | 30       | 17.1％     |
| 1981年（10/13）                  | 火サス「大病院が震える日」       | 加山雄三     | 国弘威雄       | //       | 16.6％     |
| 1981年（10/02）～1982年（01/29） | 「花咲け花子」                   | 泉ピン子     | ジェームス三木 | 17       | 18.1％     |
| 1982年（04/10）～1982年（09/12） | 「天まであがれ」                 | 石立鉄男     | 布施博一       | 25       | 16.6％     |
| 1982年（11/12）～1983年（04/01） | 「せーの！」                     | 加山雄三     | 高橋正國       | 20       | 12.4％     |
| 1983年（08/30）～1983年（10/28） | 「天まであがれⅡ」                | 石立鉄男     | 岡部俊夫       | 13       | 16.4％     |
| 1983年（10/07）～1984年（03/02） | 「花咲け花子Ⅱ」                  | 泉ピン子     | ジェームス三木 | 22       | 13.5％     |
| 1984年（05/12）～1984年（09/29） | 「風の中のあいつ」               | 渡辺徹       | 松原敏春       | 22       | 15.2％     |
| 1985年（05/12）～1984年（09/29） | 「のん姉ちゃん200W」             | 大原麗子     | 松木ひろし     | 16       | 11.4％     |
| 1985年（07/12）～1985年（09/27） | 「家族ジャングル」               | 丘みつ子     | 松原敏春       | 12       | 10.4％     |
| 1985年（08/03）～1985年（12/28） | 「気になるあいつ」               | 渡辺徹       | 松原敏春       | 21       | 14.8％     |
| 1986年（01/11）～1986年（03/29） | 「春風一番」                     | 渡辺徹       | 稲葉明子       | 12       | 11.8％     |
| 1986年（07/09）～1986年（09/24） | 「パパ合格、ママ失格」           | 石立鉄男     | 岩間芳樹       | 11       | 9.8％      |
| 1987年（01/10）～1987年（02/05） | 「俺の息子は元気印」             | 奥田英二     | 今井詔二       | 5        | 10.6％     |
| 1987年（10/09）～1988年（/）     | 「Wパパにおまけの子」            | 中村雅敏     | 同             | 24       | 11.7％     |
| 1987年（12/06）～1988年（03/24） | 「27歳ラブ気分」                 | 岸本加世子   | 岩間芳樹       | 12       | 13.2％     |
| 1988年（04/13）～1988年（06/29） | 「風少女」                       | 後藤久美子   | 今井詔二       | 12       | 12.2％     |
| /~/                              | 「女たちの百万石 前・後」        | 森光子       | 橋田壽賀子     | //       | 20.1％     |
| /~/                              | 「熱中時代スペシャル」           | 水谷豊       | 布施博一       | //       | 20.3％     |
| /~/                              | 「愛の矢車草」                   | 夏木マリ     | 今井勉         | //       | //％       |
| /~/                              | 「美しい国ニッポン」             | いかりや長介 | 金子成人       | //       | ％         |
| /~/                              | 「リトルボーイ・リトルガール」   | 黒木瞳       | 内舘牧子       | //       | ％         |
| /~/                              | 「お市御寮人」                   | 古手川祐子   | 重森孝子       | //       | ％         |
| /~/                              | 「駅」                           | 沢口靖子     | 市川森一       | //       | 20.1％     |
| /~/                              | 「君だけに愛を」                 | 野村宏伸     | 宮村優子       | 他2H30本 | ％         |
| 1991年（04/12）～1991年（06/29） | 「検事若浦葉子」                 | 賀来千香子   | 今井詔二       | 12       | 11.5％     |
| 1991年（07/06）～1991年（09/21） | 「助教授・一色麗子」             | 篠ひろ子     | 渡辺善則       | 10       | 9.5％      |
| 1991年（10/19）～1991年（12/21） | 「結婚しないかもしれない症候群」 | 紺野美沙子   | 金谷祐子       | 10       | 7.9％      |
| 1992年（01/11）～1992年（03/21） | 「ひとりでいいの」               | 沢口靖子     | 内舘牧子       | 11       | 10.5％     |
| 1993年（04/17）～1993年（06/26） | 「日曜は駄目よ」                 | 田中美佐子   | 寺田敏雄       | 11       | 11.8％     |
| 1993年（04/14）～1993年（06/30） | 「嘘つきは夫婦の始まり」         | 吉田栄作     | 清水由起       | 12       | 14.4％     |
| 1993年（07/07）～1993年（09/12） | 「引っ越せますか」               | 大地康夫     | 長坂秀佳       | 13       | 13.5％     |
| 1993年（/）                      | 「ちゃんめろの山里の」           | 市原悦子     | 松原敏春       | //       | 24.6％     |
| 1994年（/）                      | 「ばいばいフヒタ」               | 富田靖子     | 綾部判子       | //       | 29.1％     |